# 春日出南
春日出南（かすがでみなみ）は、大阪府大阪市此花区にある町名。現行行政地名は春日出南一丁目から春日出南三丁目。

## 地理
此花区の南部に位置し、南東に西九条、西に島屋、北に春日出中、北東に梅香と接している。

### 河川
- 六軒家川

## 歴史
この一帯は江戸時代に雑賀屋七兵衛によって開発され、春日出新田と呼ばれた地域である（春日出中参照）。現行行政地名の「春日出南」は、1975年（昭和50年）の住居表示実施とともに設置された（大阪市の地名参照）。
春日出新田の会所は「八州軒」と称され、当地（一丁目の春日出公園）に所在した。八州軒の建物は1906年（明治39年）に神奈川県横浜市の三渓園に移築され、臨春閣と改名して現存する（重要文化財）。庭園は当地に残ったが、戦災で失われ、春日出公園となった。春日出公園には八州軒の跡地であることを示す石碑が建つ。

## 世帯数と人口
2019年（平成31年）3月31日現在の世帯数と人口は以下の通りである。
| 丁目           | 世帯数    | 人口    |
| -------------- | --------- | ------- |
| 春日出南一丁目 | 208世帯   | 394人   |
| 春日出南二丁目 | 819世帯   | 1,682人 |
| 春日出南三丁目 | 408世帯   | 1,041人 |
| 計             | 1,435世帯 | 3,117人 |

### 人口の変遷
国勢調査による人口の推移。
| 1995年（平成7年）  | 2,574人 | [ 9 ]  |  |
| 2000年（平成12年） | 2,296人 | [ 10 ] |  |
| 2005年（平成17年） | 2,116人 | [ 11 ] |  |
| 2010年（平成22年） | 2,135人 | [ 12 ] |  |
| 2015年（平成27年） | 2,975人 | [ 13 ] |  |

### 世帯数の変遷
国勢調査による世帯数の推移。
| 1995年（平成7年）  | 940世帯   | [ 9 ]  |  |
| 2000年（平成12年） | 888世帯   | [ 10 ] |  |
| 2005年（平成17年） | 852世帯   | [ 11 ] |  |
| 2010年（平成22年） | 876世帯   | [ 12 ] |  |
| 2015年（平成27年） | 1,232世帯 | [ 13 ] |  |

## 事業所
2016年（平成28年）現在の経済センサス調査による事業所数と従業員数は以下の通りである。
| 丁目           | 事業所数 | 従業員数 |
| -------------- | -------- | -------- |
| 春日出南一丁目 | 13事業所 | 99人     |
| 春日出南二丁目 | 37事業所 | 143人    |
| 春日出南三丁目 | 8事業所  | 848人    |
| 計             | 58事業所 | 1,090人  |

## 交通
- 国道43号

## 施設
- 大阪市立春日出中学校（一丁目）
- 春日出公園（一丁目）
- 春日出南公園（二丁目）
- 住友化学大阪工場（三丁目）
- 西法寺（二丁目）

## その他

### 日本郵便
- 〒554-0023[3]（集配局：此花郵便局[15]）